# Александров, Павел Константинович
Павел Константинович Александров (24 марта 1808 — 23 октября 1857, Санкт-Петербург) — воспитанник (предполагаемый внебрачный сын) великого князя Константина Павловича, генерал-адъютант, участник подавления Ноябрьского восстания, хозяин усадьбы Александровка.

## Биография
Считался внебрачным сыном великого князя Константина Павловича от его фаворитки Жозефины Фридрихс; родился 24 марта 1808 года; восприемником его от купели был император Александр I, лично присутствовавший при крещении.
Правда, многие сомневались в отцовстве Константина Павловича. Интересные подробности оставил в воспоминаниях знаменитый гусар Денис Давыдов: 
…Хотя цесаревич не мог иметь детей по причине физических недостатков, но госпожа Фридрихс, муж которой возвысился из фельдъегерей до звания городничего, сперва в Луцке, а потом в Дубно, будто бы родила от него сына, названного Павлом Константиновичем Александровым. Хотя его императорское высочество лучше, чем кто-либо, мог знать, что это был не его сын и даже не сын г-жи Фридрихс, надеявшейся этим средством привязать к себе навсегда великого князя, но он очень полюбил этого мальчика; состоявший при нем медик, будучи облагодетельствован его высочеством и терзаемый угрызением совести, почел нужным открыть истину цесаревичу, успокоившему его объявлением, что он уже об этом обстоятельстве давно знал. Надобно отдать справедливость, что г-жа Фридрихс, не показываясь нигде с великим князем, вела себя весьма скромно; во время расположения гвардии в окрестностях Вильны пред самою Отечественною войною она появлялась на празднествах в сопровождении какого-либо угодливого штаб-офицера.

Константин Павлович был очень привязан к Жозефине и к сыну: он скучал без них и в 1813 году писал из похода графу В. Ф. Васильеву :
…Передайте им, что я их очень  люблю… Я был бы счастлив, если бы был со своей семьей в Стрельне!.
Возведённый указом Правительствующему сенату от 27 апреля 1812 года в дворянское достоинство, Александров, в том же году, четырёх лет от роду был записан юнкером лейб-гвардии в Конный полк и, несколько дней спустя, произведён в корнеты. Воспитание и образование Александрова было вверено известному педагогу графу Мориолю, под непосредственным наблюдением генерала Д. Д. Куруты.
8 января 1823 года Александров вступил на действительную службу и, с производством в поручики, переведён в лейб-гвардии Подольский кирасирский полк; 12 мая 1829 года назначен флигель-адъютантом и 14 июня произведён в штабс-ротмистры; не покидая полка, принял в рядах его участие в войне 1831 года против польских мятежников. Отличия в сражениях под Гроховым и Вильной доставили Александрову орден св. Владимира 4-й степени с бантом, золотую шпагу с надписью «За храбрость» (7 августа) и чин ротмистра (6 октября). По окончании кампании, 1 января 1832 года он с тем же чином был переведён в лейб-гвардии Конный полк.
В течение двух дней, с 4 по 6 декабря 1833 года, Александров, переименованный в подполковники, числился в Лейб-кирасирском его высочества наследника полку, а затем опять вернулся в ряды лейб-гвардии Конного полка с прежним чином ротмистра.
8 января 1837 года Александров был произведён в полковники, в следующем году утверждён командиром 1-го дивизиона, а 7 апреля 1846 года произведён в генерал-майоры, с зачислением в Свиту и с назначением состоять при Гвардейском корпусе.
22 июня 1851 года Александров причислен к числу лиц, состоящих при особе государя императора, 17 ноября 1855 года назначен генерал-адъютантом, а 26 августа 1856 года, с оставлением в последнем звании, произведён в чин генерал-лейтенанта. Среди прочих наград он имел ордена св. Анны 1-й степени и св. Георгия 4-й степени (17 декабря 1844 года, за беспорочную выслугу 25 лет в офицерских чинах, № 7155 по кавалерскому списку Григоровича — Степанова).
После пожара, случившегося в Або и уничтожившего большую часть библиотеки академии, был объявлен призыв по всей империи жертвовать книги в Финляндию. Одним из крупнейших подарков стало пожертвование Павла Константиновича в 1832 году. «Александровский вклад» включал ценные книги из библиотек великого князя Константина Павловича и Мраморного дворца и насчитывал 24 тысячи томов, из которых 5 тысяч — художественная литература. В 1842 году в Хельсинки было построено отдельное здание университетской библиотеки, что позволило выделить книги на русском языке из общей массы и создать специальную библиотеку «Русская библиотека при Финляндском университете».
Умер от паралича в Санкт-Петербурге 23 октября 1857 года, из списков исключён 2 ноября. После смерти дочери его наследником стал внук, князь Александр Львов.

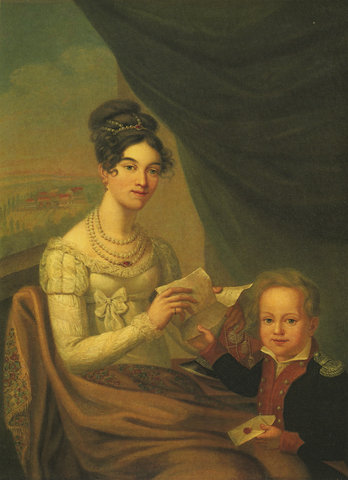
П. К. Александров с матерью. Портрет работы Антония Бланка, 1816 год
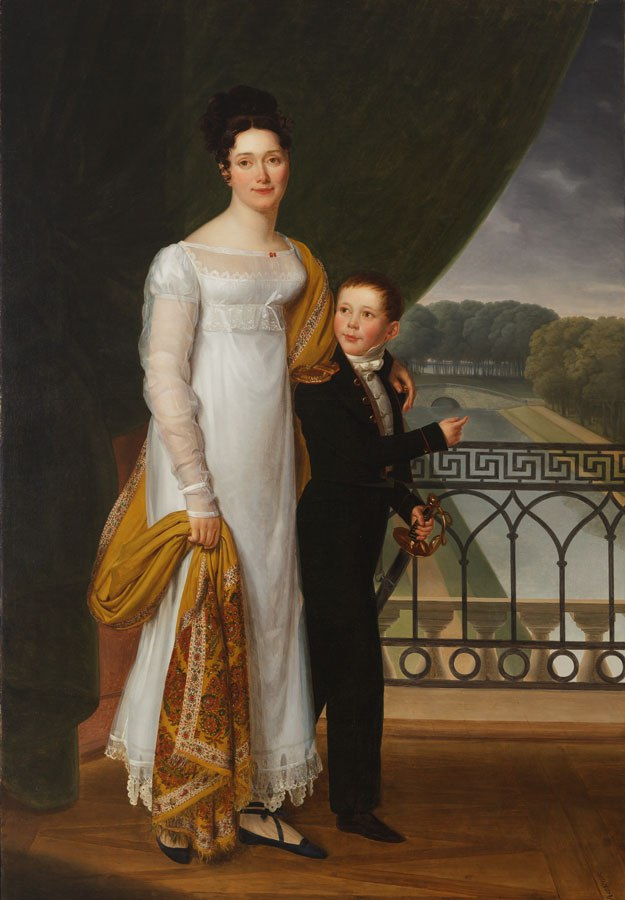
П. К. Александров с матерью. Портрет работы Анри-Франсуа Ризенера, 1816 год
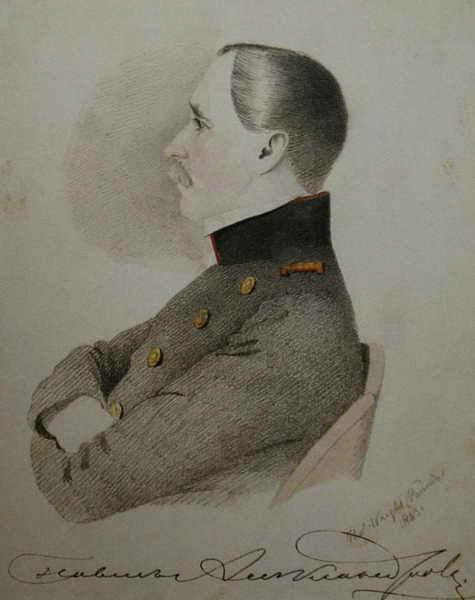
Портрет П. К. Александрова работы Томаса Райта, 1843 год
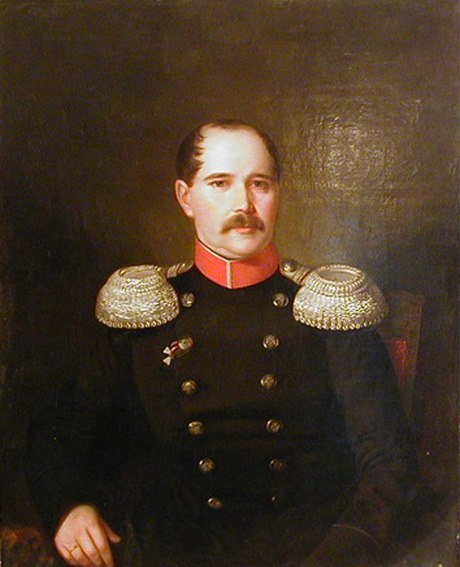
Портрет П. К. Александрова работы неизвестного художника, после 1844 года

## Семья
Жена (с 29 октября 1833 года) — княжна Анна Александровна Щербатова (17.02.1808—10.01.1870), фрейлина двора (1830), дочь камергера князя Александра Александровича Щербатова (1766—1834) и княжны Прасковьи Сергеевны Одоевской (1773—1851); сестра Н. А. Щербатова. Свадьба была в присутствии всего двора в Зимнем дворце, император и императрица были посаженными отцом и матерью. В молодости княжна Щербатова была замечательная красавица, нежная и хрупкая, с гибким и изящным станом, с великолепными чёрными и серьёзными, почти строгими, глазами и прекрасными белокурыми волосами. Но будучи красива, она ещё более была известна в обществе ограниченностью своего ума, особенно по следующему поводу. Император Николай I, вскоре после своей коронации, встретив её на балу в Москве, спросил, понравилась ли ей коронация. «Так понравилась, ваше величество, — ответила Щербатова, — что я желала бы поскорее увидать другую». По замечанию Долли Фикельмон, у Александровой было прелестное лицо, но ни капли ума, однако она умела хорошо держаться в обществе. Супруги жили открыто в собственном доме на Большой Морской д. 41, который достался их единственной дочери. В 1870-х годах она продала его Германскому посольству. В старости у Александровой была красная волчанка, которая не мешала ей, однако, показываться в свете. Умерла в Петербурге от гнойного заражения крови, похоронена рядом с мужем в Сергиева Приморской пустыни. Дочь:
- Александра Павловна (1836—1884), фрейлина, замужем с 13 апреля 1858 года[8] за флигель-адъютантом (впоследствии шталмейстером) князем Дмитрием Александровичем Львовым (1833—1874), известным щеголем, который сошёл с ума. По отзывам современника, в молодости была милой и доброй девицей, но слишком болтливой, чем напоминала свою матушку, внешне она была довольно красивая, но чересчур полная[9]. В браке имела сына Александра.